# Bernhard Hort
Bernhard Norbert Hort (* 6. März 1960 in Saarlouis) ist ein deutscher Architekt und Hochschullehrer.

## Leben
Hort studierte Architektur an der Hochschule Kaiserslautern und der Technischen Universität Kaiserslautern zum Abschluss Diplom-Ingenieur. Von 1985 bis 1994 war er wissenschaftlicher Mitarbeiter und Lehrbeauftragter für Konstruktives Entwerfen und Tragwerkslehre an der Hochschule Kaiserslautern, von 1994 bis 1996 stellvertretender Amtsleiter und Leiter der Abteilung Projektsteuerung und Baudurchführung beim Hochbauamt Saarbrücken.
Seit 2004 ist Hort Professor an der School of Engineering and Architecture der SRH Hochschule Heidelberg für die Lehrgebiete Konstruktives Entwerfen und Tragwerkslehre sowie Immobilien und Facility Management. Seit 2008 ist er Prodekan der Fakultät. Hort ist geschäftsführender Gesellschafter im Architekturbüro hort & hensel GmbH, Kaiserslautern.

## Bauten (Auswahl)
- 4-gruppige Kindertagesstätte in Niedrigbauweise, Wörth am Rhein.
- 6-gruppige Kindertagesstätte als Passivhaus, Sandhausen.
- Kindertagesstätte als Passivhaus, Stadt Frankenthal.
- Pädagogisches Zentrum Bad Kreuznach, Erweiterung und Energetische Sanierung.
- Passivhaus Kindertagesstätte "Auf dem Seß", Kaiserslautern
- Bistumshaus "Klosterstraße 6", Kaiserslautern, mit Professor Klostermann.
- Sanierung der Gelöbniskirche "Maria Schutz", Kaiserslautern, mit Professor Klostermann.

| Personendaten    | Personendaten                                   |
| ---------------- | ----------------------------------------------- |
| NAME             | Hort, Bernhard                                  |
| ALTERNATIVNAMEN  | Hort, Bernhard Norbert (vollständiger Name)     |
| KURZBESCHREIBUNG | deutscher Architekt und Hochschullehrer         |
| GEBURTSDATUM     | 6. März 1960                                    |
| GEBURTSORT       | Saarlouis, Saarland, Bundesrepublik Deutschland |